# 王士性
王 士性（おう しせい、1547年 - 1598年）は、明代の官僚・学者。字は恒叔、号は元白道人。台州府臨海県の出身。

## 生涯
万暦5年（1577年）に進士となり、確山知県に就任。その後、礼科給事中に任ぜられる。万暦11年（1583年）に郭思極の科挙試験場における、張居正の三男の張懋修に対する不正を弾劾。万暦13年（1585年）に母の逝去に伴い3年間服喪のため職を辞す。万暦16年（1588年）に官職に復すが、万暦帝の不興に遭い、吏科給事中を更迭され、以後、地方官を転々とし、四川参議、広西参議、雲南副憲、山東参議などを歴任する。ただ、旅を好み各地の名所を訪れ、訪れた各地の状況について膨大な記録を残した。臨海県の張家渡象鼻岩に白象書院を創建。万暦26年（1598年）、鴻臚寺卿在任中に死去。
著作に、『広志繹』・『五嶽遊草』・『広遊志』等があり、現在『王士性地理書三種』としてまとめられている。